# Мейпл-Лейк (город, Миннесота)
Мейпл-Лейк (англ. Maple Lake) — город в округе Райт, штат Миннесота, США. На площади 5,1 км² (5 км² — суша, 0,1 км² — вода), согласно переписи 2002 года, проживают 1633 человека. Плотность населения составляет 327,8 чел./км².
- Телефонный код города — 320
- Почтовый индекс — 55358
- FIPS-код города — 27-40220[1]
- GNIS-идентификатор — 0647487[2]